# Ansambel Štirje kovači
Ansambel Štirje kovači je narodnozabavna zasedba, ki deluje neprekinjeno od leta 1954. Gre za kvintet zasedbo z dvema pevcema, ki je najbolj poznana po ponarodeli skladbi Kam le čas beži. Sedež ima v Slovenj Gradcu.

## Delovanje

### Člani
Ansambel Štirje kovači so leta 1954 ustanovili štirje fantje, ki so bili zaposleni v kovaški industriji Tovarne kos v Slovenj Gradcu. Ustanovni člani so bili baritonist Viktor Breznik, klarinetist in saksofonist Maks Klančnik, trobentar in pevec Tine Lakovšek ter harmonikar in pevec Franc Šegovc. Pred tem so že približno dve leti igrali pod imenom Ansambel Maks, saj je ansambel vodil Klančnik, ki je leta 1954 vodenje ansambla prepustil Šegovcu. Od leta 1968 je klarinetist ansambla namesto Klančnika Leopold Krajnc. Zasedbi se je leta 1972 kot pevka pridružila Šegovčeva žena Hermina Na trobenti je leta 1980 Lakovška zamenjal Viktor Vrhovnik. Deset let pozneje se je ansamblu kot kitarist pridružil Jože Sedar, leto pozneje pa pevec Srečko Sedar in baritonist Zdenko Zdovc, ki je nadomestil Breznika.

### Začetki
Prvi tonski posnetki so nastali leta 1955 za oddajo Za našo vas na Radiu Ljubljana. Leta 1964 so zmagali na tekmovanju narodnozabavnih ansamblov na Gospodarskem razstavišču v Ljubljani. Leto pozneje so izdali tudi svojo prvo malo ploščo. Za naslovnico so se kot kovači fotografirali v eni izmed kovačij na Ježici. Fotografija še danes velja za eno najbolj kultnih slik v slovenski narodnozabavni glasbi. V tem času so ustvarili veliko skladb, ki so skorajda ponarodele, med katerimi je daleč najbolj poznan valček Kam le čas beži, za katero so leta 2000 dobili nagrado Zlati petelin, skladba pa je bila proglašena za vižo stoletja. Pozneje so izdali kar 37 plošč, od tega tri v nemščini.

### Gostovanja
Prvič so odšli v tujino leta 1969 na pobudo Slovenske izseljenske matice. Trikrat so opravili daljšo turnejo po ZDA in Kanadi in dvakrat po zahodni Evropi. Izvedli so veliko krajših nastopov po Nemčiji, Švici, Avstriji, Italiji in nekdanji skupni državi Jugoslaviji.

### Avtorji skladb
Vse melodije, ki jih je čez šeststo, je napisal in priredil vodja ansambla Franc Šegovc. Besedila je na začetku pisal Tine Lakovšek, pozneje pa največ Zora Založnik, Anica Rader, Marjan Stare in Ivan Sivec, ogromno jih je napisal tudi Franc Šegovc sam.

### Nagrade in izdane pesmarice
Ansambel je prejel več priznanj in nagrad. Poleg prej omenjenih nagrad za skladbo Kam le čas beži so med drugimi prejeli tudi Priznanje za človekoljubno delo. Vodja ansambla in harmonikar Franc Šegovc je bil leta 1997 okronan za kralja polk in valčkov. Leto kasneje je s pomočjo žene Hermine izdal knjigo Naš pobej bo muzikant, v kateri opisuje glasbeno pot tega ansambla. Izdal je tudi notni zvezek nekaterih pesmi, nekaj takšnih zvezkov pa je izdala še avstrijska založba. Izšlo je več pesmaric, v eni zadnjih z naslovom Kam le čas beži je zbranih 380 pesmi. Izdanih je bilo tudi kar nekaj notnih zvezkov za godbe na pihala. Kot zanimivost so bili za promocijo ansambla pripravljeni kozarci z emblemom nakovala Štirih kovačev. Takrat so predstavili tudi skladbo Kovaški špricer. Leta 2012 Šegovc izdal še notni zvezek pod naslovom Pesmi Franca Šegovca, ki jo uporabljajo predvsem male vokalne skupine in zbori. Poleg notnega zvezka je izšla plošča s 15 pesmimi, kjer so s Štirimi kovači med drugim sodelovali tudi Ansambel Novi spomini in Ansambel Modrijani.
Za zadnji jubilej leta 2014 so Štirje kovači pri založbi Zlati zvoki posneli že 43. glasbeni projekt, album Kovaških 60 let. Na njem je 10 čisto novih skladb. Gre za že 43. glasbeni projekt Štirih kovačev.
Leta 2021 so bili po 67 letih obstoja vpisani v Guinessovo knjigo rekordov kot najdlje delujoči narodnozabavni ansambel na svetu.

## Diskografija
Ansambel je izdal preko 40 plošč. Nekatere med njimi:
1. Na Paure (1965)
2. Žalostno dekle (1966)
3. Štirje kovači (1967)
4. Čez Štajersko (1970)
5. Očetov star klobuk (1971)
6. Ansambel Štirje kovači (1974)
7. Štirje kovači (1974)
8. Pohorje v tišini (1974)
9. Zdaj pa vem (1982)
10. Moj sin, kdaj vrneš se? (1988)
11. Sosedovo dekle (neznano, po 1972)
12. Kovaških 60 let (2014)

## Največje uspešnice
Ansambel Štirje kovači je najbolj poznan po naslednjih skladbah:
- Čakal sem ob potoku
- Gremo na Pavre
- Kam le čas beži
- Mala solzica
- Moji mamici
- Pridi zvečer
- Rženova Tinka